# アメリカ合衆国の詩
アメリカ合衆国の詩は、アメリカ合衆国が憲法で13植民地を統合した時に初めて生まれてきたということができる。それ以前についてはインディアン社会に根強くあった口承が詩になぞらえられることが多い。植民地初期の作品の多くは、当時のイギリスの詩を雛形にした韻律、用語選択および主題に拠っていた。しかし、19世紀に明らかにアメリカ的言葉遣いのものが現れ始めた。19世紀後半にはウォルト・ホイットマン（1819年 - 1892年）が海外でも熱狂的な読者を獲得していた。この頃にアメリカ合衆国の詩は英語による「アバンギャルド」の前線にその地位を築き始めた。
その地位は20世紀に入っても持続し、第一次世界大戦のころにはおそらく、エズラ・パウンド（1885年 - 1972年）やT・S・エリオット（1888年 - 1965年）が最も影響力ある英語の詩人となるまでになった。1960年代にはイギリス詩復古運動の中で、若い詩人達がその書きたいと考える種類の詩についてアメリカの当代の者や先人をモデルと見なすようになった。20世紀の終わりを迎えてアメリカの詩に対する評価は多様化し、学者達は女性詩人やアフリカ系、ヒスパニック系、メキシコ系やその他のサブカルチャーに属する者の作品に注目するようになった。全国の高等教育施設の英語学科に創作文芸（クリエイティヴ・ライティング）コースが普及するにつれて、詩やその他の文芸の専門性は高まる傾向にもある。

## 植民地時代の詩

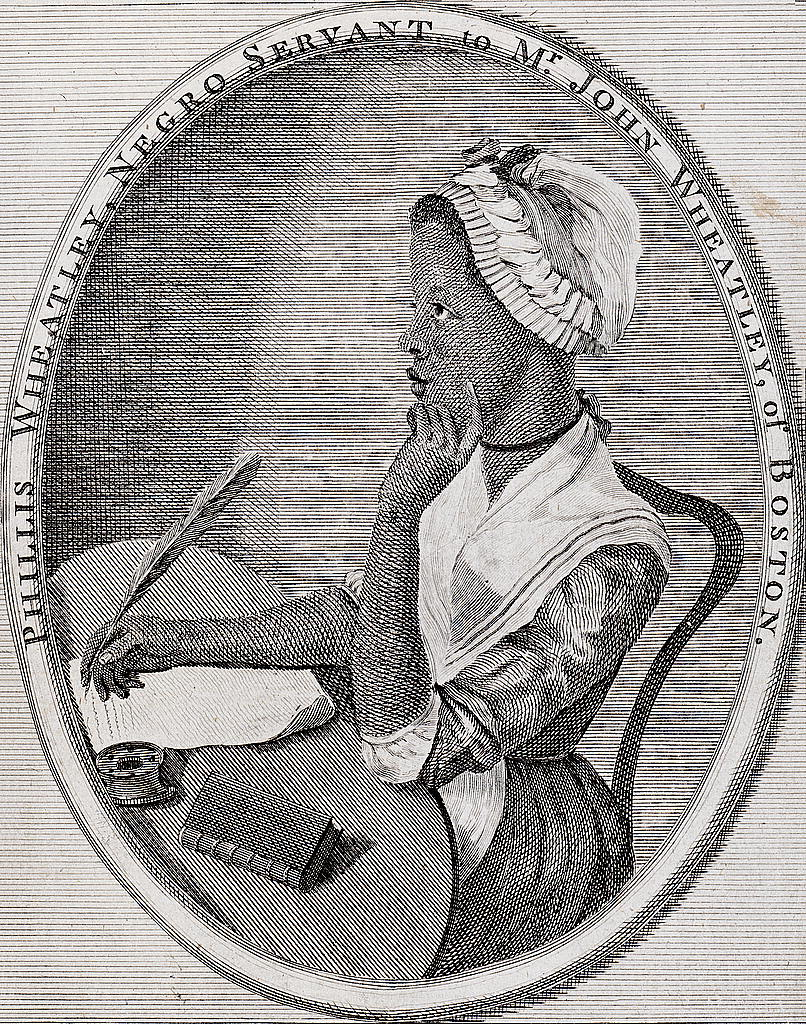
フィリス・ホイートリー

1490年代以降、イギリスがアメリカと接触する機会が増えるに連れて、探険家達はその「新世界」に関する報告書に韻文を含めることがあった。アン・ブラッドストリート（1612年 - 1672年）が『最近アメリカに現われた十人目の詩神』（The Tenth Muse）をアメリカで書き、イギリスで出版された1650年までに、そのような分類でアメリカの詩人と呼ぶことのできる者は少なくとも14人居た。彼らは実際にアメリカに行ったことがあり、その程度に違いはあるものの、アメリカについて詩や韻文を書いた。初期の例としては、探検家ジョン・スミス（1580年 - 1631年）が1616年に確かに好戦的な性格にもとづいて「証言的な詩」を書いており、また1625年のウィリアム・モレルによる「ノバ・アングリア」すなわち「ニューイングランド」は、アメリカの気候から一瞥した先住民の女性まであらゆることの韻律によるカタログになっており、イギリスの支配のために「悲しく寂しい」女性の痩せて行く姿としてこの国を特徴付ける弱く私的な「奇想詩」あるいは「フィクション」で形作られている。
続いて1627年5月には、イギリス西部のアウトドアマンで、弁護士、文筆家かつ植民地冒険者であったメリーマウントのトマス・モートンが、毛皮交易プランテーションでのより大きな成功を祝い発展させるために5月柱を建て、「詩」"Poem" と「歌」"Song" を貼り付けた。1つはイギリス人とインディアンが共に集いアメリカの成功のために交易をすべきであるという濃厚に文学的な綱領であり、もう一つはやはりアメリカ的な含蓄に溢れた軽い「酒飲み歌」だった。これらは、モートンの他のアメリカ詩と共に1637年の『ニューイングランドの楽園』という本に纏められて出版された。このことでモートンはアメリカで最初の英語による詩人と位置付けられている。
イギリス領植民地で最初に記録された詩人の一人がアン・ブラッドストリートであり、英語で書いた女性詩人として最も初期の一人となっている。彼女が生きている間に出版した詩は宗教と政治を主題にしている。また家庭と家族生活や夫に対する愛情を優しく喚起するものも書き、その多くは20世紀まで出版されることはなかった。エドワード・テイラー（1642年頃 - 1729年）は、初期植民地時代には通常に見ることのできた高度に鍛えられた形而上詩の形態でピューリタンの美徳を解説する詩を書いた。
こうしたピューリタンの倫理という限定された主題が、17世紀と18世紀初期の植民地で書かれた詩の大半の基調となっていた。ニューイングランドで出版された最も初期の「非宗教的な」詩は、サミュエル・ダンフォース（1626年 - 1674年）の1647年から1649年に掛けての年鑑にあるものであり、ケンブリッジで出版された。これには「判じ物詩」と共にいも虫、鳩、地震およびハリケーンに関する詩も含まれていた。ダンフォースは詩人であると同時にピューリタンの牧師でもあり、精神的なメッセージから遠ざかるものではなかった。
植民地時代の目立ったアメリカ叙情詩の書き手としてもう一人、奴隷のフィリス・ホイートリー（1753年 - 1784年）がいる。その詩集『様々な主題、宗教、道徳についての詩』（Poems on Various Subjects, Religious and Moral）は1773年に出版された。彼女は少なくとも植民地では当時の最も良く知られた詩人の一人であり、その詩は当時のニューイングランド文化の典型的なものであ、宗教的あるいは古典的な観念に思いを巡らせるものである。
18世紀にはその詩に合う主題としてアメリカそのものが注目されるようになった。この傾向はフィリップ・モーリン・フレノー（1752年 - 1832年）の作品で最も顕著である。フレノーはその著作の中でインディアンに対する異常なくらい同情的な姿勢でも著名であり、時にはイギリス系アメリカ文化や文明に対して懐疑的な考察もある。しかし、基本的に植民地で書かれたものから予想されるように、この植民地後期の詩人は概して形式や構文では幾らか古い様式を採っており、イギリスのウィリアム・ブレイクやロバート・バーンズの時代にアレキサンダー・ポープやトマス・グレイの手段や方法を採用していた。
全体的に見るとアメリカ植民地における詩の発展は植民地自体の発展を映していた。初期の詩はまず第一に開拓地を生んだピューリタンの概念の一体性を保存する必要性に支配されていた。入植者が自信をつけていくと、彼らが書く詩は次第に独立への意思を反映するようになった。こうした主題の変化は控え目に言っても文体には反映されず、文体は保守的な傾向を崩さなかった。これは、アメリカの詩人が英語詩の発展の中心であるロンドンから物理的に離れて創作を行っていた結果であると見ることもできる。

## 独立後の詩

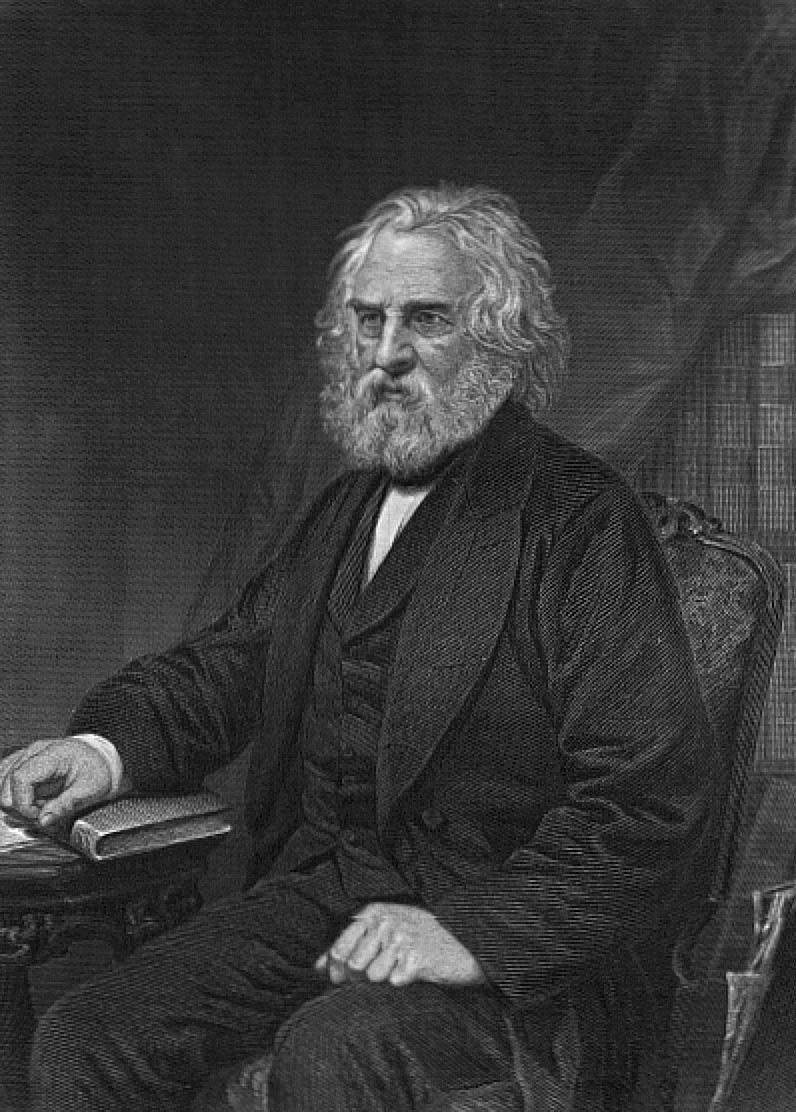
ヘンリー・ワズワース・ロングフェロー、1873年

ウィリアム・カレン・ブライアント（1794年 - 1878年）が独立したアメリカ合衆国では初めての重要な詩人であり、その偉大な貢献はプレーリーや森林の雄大さについて熱狂的な詩を書いたことだった。その他19世紀初期から半ばまでに現れた著名な詩人としては、ラルフ・ウォルドー・エマソン（1803年 - 1882年）、ヘンリー・ワズワース・ロングフェロー（1807年 - 1882年）、ジョン・グリーンリーフ・ホイッティア（1807年 - 1892年)、エドガー・アラン・ポー（1809年 - 1849年）、オリバー・ウェンデル・ホームズ（1809年 - 1894年）、ヘンリー・デイヴィッド・ソロー（1817年 - 1862年）、ジェイムズ・ラッセル・ローウェル（1819年 - 1891年）およびシドニー・ラニエ（1842年 -1881年）がいた。この時期から予測されるようにこれら詩人の作品は、当時のイギリスの詩人の作品とは区別できるようなはっきりとしたアメリカ人の考えを共通して求めたことで結び付けられている。その目的のために彼らの詩の材料として生まれた国の景色や伝統を探索した。
この傾向の最も重要な例はロングフェローによる『ハイアワサの歌』（The Song of Hiawatha）であろう。この詩は、1836年から1841年までミシガン州のインディアン問題監督官を務めたヘンリー・ロー・スクールクラフト（1793年 - 1864年）が集めたインディアンの物語を使っている。ロングフェローは恐らくイギリスの詩形を避けるために、フィンランドの叙事詩カレワラの韻律の模倣もした。その結果としての詩は大衆には受けたが、アメリカの詩の将来へのモデルとはならなかった。

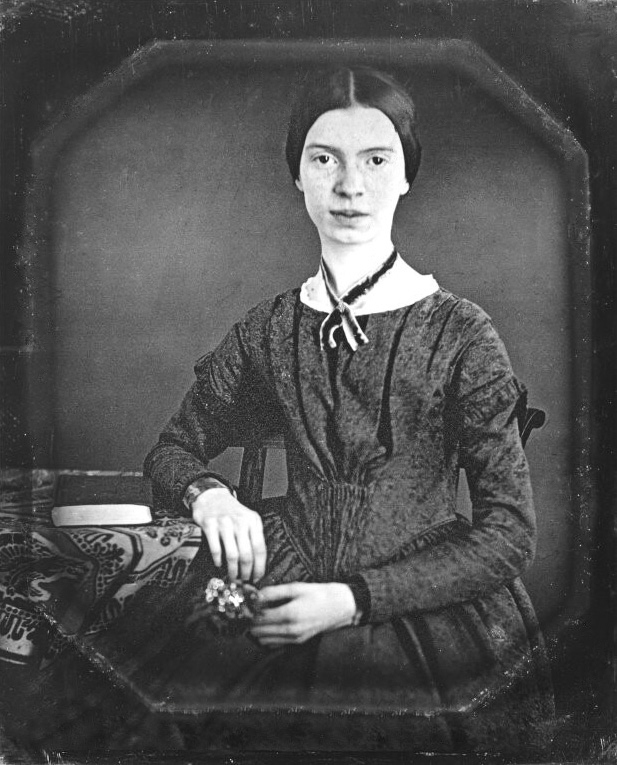
エミリー・ディキンソン

これらの詩人を同時代のイギリス詩人と区別させたもう一つの要素は、詩人で哲学者のエマーソンやソローの超越論的哲学の影響だった。この超越論的哲学の影響はウィリアム・ワーズワースやサミュエル・テイラー・コールリッジに始まるイギリスのロマン派に連なるものであり、明瞭にアメリカ的な特徴である。疑いも無く超越論的哲学の設立者であるエマーソンは、若い時にイギリスを訪れてこれら2人のイギリス詩人や、評論家にして歴史家のトーマス・カーライルと出会っていた。ロマン派が改革後のイングランドでヴィクトリアニズムに変遷する一方で、アメリカでは1830年代から南北戦争にかけての時期により活力のあるものに成長した。
エドガー・アラン・ポーはこの時期にアメリカの外で最も認められたアメリカ詩人だった。フランス、スウェーデンおよびロシアの様々な作家がポーの作品に大きな影響を受け、その詩『大鴉』（The Raven）はヨーロッパを席捲し、多くの言語に翻訳された。20世紀のアメリカ詩人ウィリアム・カルロス・ウィリアムズ（1883年 - 1963年）はポーについて、アメリカの詩が固定された唯一の堅い地盤だと語った。

## ウォルト・ホイットマンとエミリー・ディキンソン

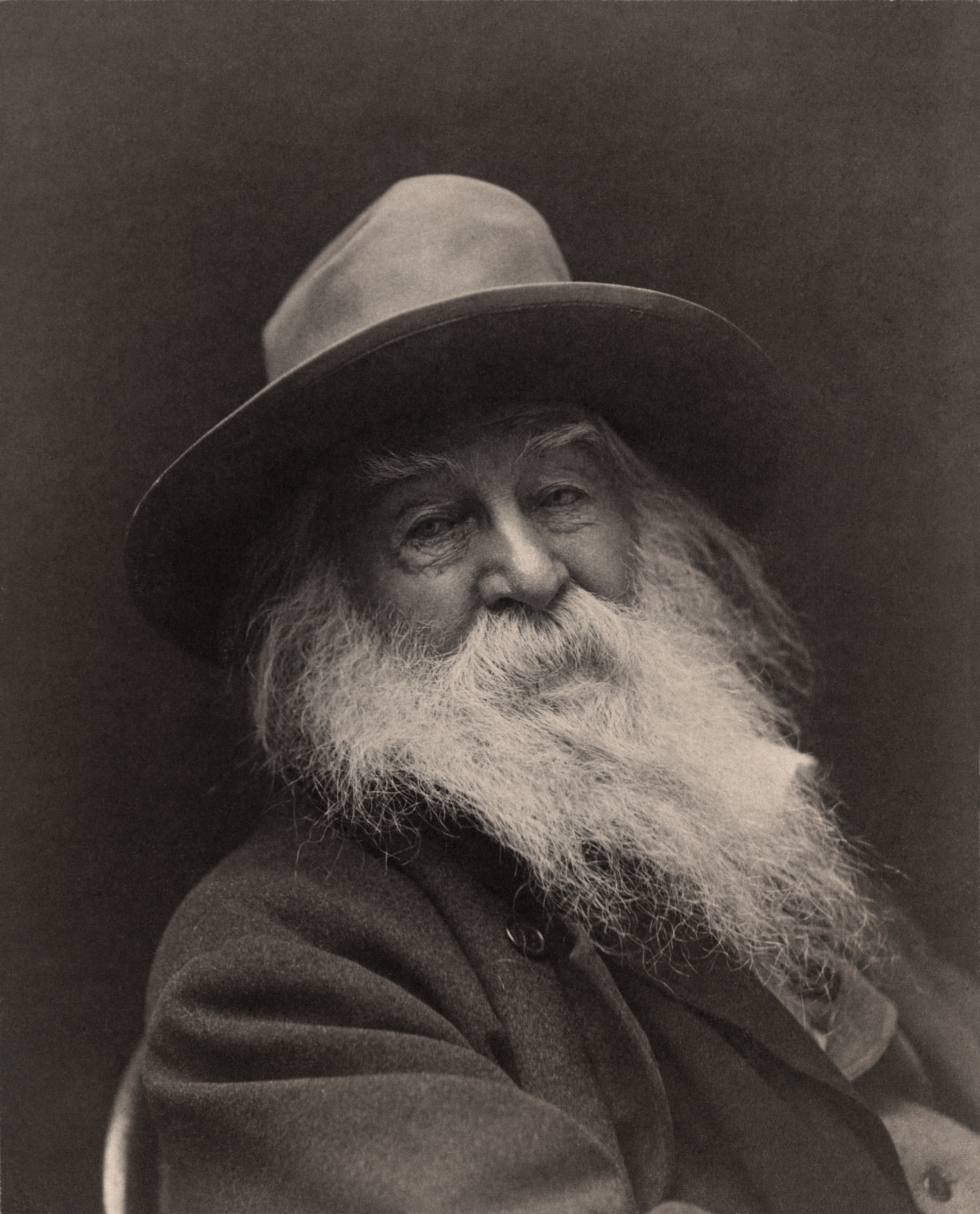
ウォルト・ホイットマン

アメリカ合衆国における、真にアメリカ固有の英語詩として最後に現れたのがウォルト・ホイットマン（1819年 - 1892年）とエミリー・ディキンソン（1830年 - 1886年）という2人の詩人の作品である。表面上この2人の詩人は似ても似つかないものである。ホットマンの長い詩行は欽定訳聖書の韻律から生成され、その民主主義的包括性は、プロテスタントの聖歌から得られたディキンソンの濃縮された言葉遣いと短い行および連節とは激しい対照をなしている。
彼らを結びつけるものは彼らに共通するエマーソンへの繋がりであり（ホイットマンは『草の葉』（Leaves of Grassの第2版にエマーソンの一節を入れた）、彼らの想像力の大胆な創造性である。この2人の詩人はアメリカの詩の2大作風の誕生を代表するということができる。すなわち、ホイットマンの自由な韻律と直接感情的な表現と、ディキンソンの格言的曖昧さと皮肉であり、どちらも20世紀のアメリカ詩に豊富に痕跡を残すことになった。
これら言葉遣いの発展は、エドウィン・アーリントン・ロビンソン（1869年 - 1935年）、スティーヴン・クレイン（1871年 - 1900年）、ロバート・フロスト（1874年 - 1963年）およびカール・サンドバーグ（1878年 - 1967年）のような詩人の作品を通して辿ることができる。その結果、20世紀が始まるまでに明らかに新しい詩の流派の外郭がはっきりと見えるようになった。

## モダニズムとその後
この新しい作風は19世紀のフランス詩の研究と組み合わされ、アメリカが20世紀の英語近代詩へ参画してゆく基盤を形成した。エズラ・パウンド（1885年 - 1972年）とT・S・エリオット（1888年 - 1965年）が当時の指導的詩人だったが、他にも多くの詩人が重要な貢献を果たした。その中には、ガートルード・スタイン（1874年 - 1946年）、ウォレス・スティーブンス（1879年 - 1955年）、ウィリアム・カルロス・ウィリアムズ（1883年 - 1963年）、ヒルダ・ドゥーリットル（通称H.D.、1886年 - 1961年）、アデレイド・クラプシー（1878年 - 1914年）、マリアン・ムーア（1887年 - 1972年）、E・E・カミングス（1894年 - 1962年）およびハート・クレイン（1899年 - 1932年）がいた。ウィリアムズは同時代の誰よりもアメリカで話されている英語を自由詩自由律のリズムと融合させるように工夫したことで、後の多くの詩人達に規範となった。
これらの詩人達が疑い無くハイ・モダニズムを代表する存在であった一方、20世紀初めの3分の1におけるアメリカの他の詩人の動きはそうではなかった。この中で最も重要な者達は新批判主義と呼ばれるようになるものと関連があった。これにはジョン・クロウ・ランサム（1888年 - 1974年）、アレン・テイト（1889年 - 1979年）およびロバート・ペン・ウォーレン（1905年 - 1989年）がいた。その他当時のアーチボルド・マクリーシュ（1892年 - 1982年）のような詩人はモダニズムの技術を実験したが、より伝統的な書法の方に惹かれてもいた。モダニズムの灯は客観主義者として知られる詩人集団によって1930年代に引き継がれた。これには、ルイス・ズコフスキー（1904年 - 1978年）、チャールズ・レズニコフ（1894年 - 1976年）、ジョージ・オッペン（1908年 - 1984年）、カール・ラコシ（1903年 - 2004年）、そして後にはロリーン・ニーデッカー（1903年 - 1970年）がいた。『客観主義者の選集』に掲載されたケネス・レクスロス（1905年 - 1982年）はマドリン・グリーソン（1909年 - 1973年）と共にサンフランシスコ・ルネッサンスの先駆者だった。
客観主義者の多くは新しい移民の都市社会の出身であり、この新しい経験と言語の脈が成長するアメリカの文体を豊かにした。他にもアメリカの文体を豊かにしたものは、ラングストン・ヒューズ（1902年 - 1967年）やカウンティ・カレン（1903年 - 1946年）のようなアフリカ系アメリカ詩人がアメリカ詩の主流の中に現れたことだった。

## 第二次世界大戦とその後
アーチボルド・マクリーシュ(Archibald MacLeish)はジョン・ジルスピー・マギー・ジュニア（1922年 - 1941年）を「最初の戦争詩人」と呼んだ。
第二次世界大戦では新しい世代の詩人達が現れ、その多くはウォレス・スティーブンスの影響を受けていた。リチャード・エバーハート（1904年 - 2005年）、カール・シャピロ（1913年 - 2000年）、ランドール・ジャレル（1914年 - 1965年）およびジェイムズ・ディッキー（1923年 - 1997年）は全て、従軍の経験から得られた詩を書いた。さらにエリザベス・ビショップ（1911年 - 1979年）、セオドア・レトケ（1908年 - 1963年）およびデルモア・シュワルツ（1913年 - 1966年）と共に、伝統的に韻律詩で書くことの多かった前の世代と対照的な詩の世代を構成した。
戦後、多くの新しい詩人と詩の運動が現れた。ジョン・ベリーマン（1914年 - 1972年）とロバート・ローウェル（1917年 - 1977年）は、告白詩運動と呼ばれることになるものの指導的存在であり、シルヴィア・プラス（1932年 - 1963年）やアン・セクストン（1928年 - 1974年）のような後の詩人に強い影響を与えることになった。ベリーマンもロバート・ローウェルもモダニズムと密接に関わっていたが、ローウェルが「調理された」と言ったように意識的かつ注意深く作られた主題と様式として自身の経験を探索することに主な関心を抱いた。

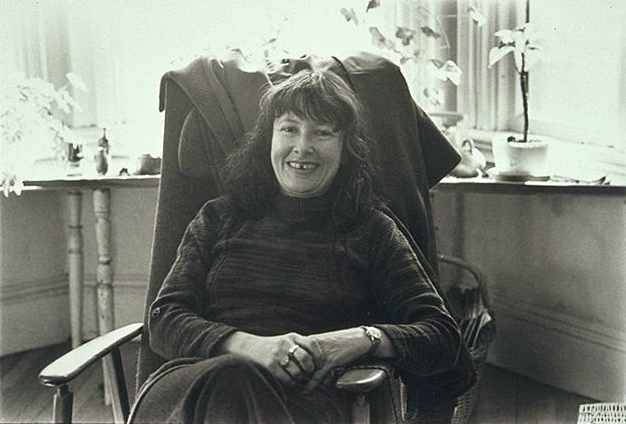
デニーズ・レバトフ

対照的にビート・ジェネレーションの詩人として、ジャック・ケルアック（1922年 - 1969年）、アレン・ギンズバーグ（1926年 - 1997年）、グレゴリー・コルソ（1930年 - 2001年）、ジョアン・カイガー（1934年 - ）、ゲーリー・スナイダー (1930年 - )、ダイアン・ディ・プリマ（1934年 - ）、アミリ・バラカ（1934年 - ）およびローレンス・ファーリンゲッティ（1919年 - ）のような詩人がおり、明らかに生のままだった。時には極端な形態を採り、1950年代と1960年代のよりオープンでリラックスし探求する社会を反映し、ビート世代は恐らく他のどの集団よりもアメリカの文体の垣根を民衆の話し言葉の方向に押し出した。
これと同じ頃、チャールズ・オルソン（1910年 - 1970年）の指導のもとに「ブラックマウンテンの詩人たち」がノースカロライナ州アシュビルのブラック・マウンテン・カレッジで活動していた。これらの詩人達は開かれた形態ではあるがビートよりもかなり計画的な方法での可能性を探求していた。その主要な詩人としては、ロバート・クリーリー（1926年 - 2005年）、ロバート・ダンカン（1919年 - 1988年）、デニーズ・レバトフ（1923年 - 1997年）、エド・ドーン（1929年 - 1999年）、ポール・ブラックバーン（1926年 - 1971年）、ヒルダ・モーリー（1916年 - 1998年）、ジョン・ウィーナーズ（1934年 - 2002年）およびラリー・アイグナー（1927年 - 1996年）がいた。彼等はその詩に対するアプローチをオルソンが1950年に書いた随筆『投影する詩』に基づいており、そこでは詩の1行に基づいた形態、人の息継ぎに基づく行、および1つの認識が直接別の認識に導かれるように並列された認識に基づく書き方を要求していた。
ブラックマウンテンに関連付けられることの多いその他の詩人としてはシッド・コーマン（1924年 - 2004年）とセオドア・エンスリン（1925年 - ）がいる。ただしこの2人は客観主義者の直接の後継者として見るほうが恐らくは正しい。またかつてブラックマウンテン・カレッジに在籍したことのある作曲家で詩人のジョン・ケージ（1912年 - 1992年）やジャクソン・マック・ロー（1922年 - 2004年）は偶然性の技巧に基づく詩を書いた。彼らは禅やダダおよび不確定性の科学的理論に啓発されて、1970年代アメリカの「アバンギャルド」に重要な影響を与えることになった。
ビートの詩人とブラックマウンテンの数人の詩人はしばしばサンフランシスコ・ルネッサンスに影響を与えたと考えられている。しかし、前述のようにサンフランシスコはケネス・レクスロスやマドリン・グリーソンのお陰で1930年代から実験的活動の中継点になってきた。この場面に関わったその他の詩人としては、チャールズ・ブコウスキー（1920年 - 1994年）やジャック・スパイサー（1925年 - 1965年）がいた。これらの詩人はその時代に話されている文体と独創的形態の実験とを結び付けようとした。
ジェローム・ローゼンバーグ（1931年 - ）は民族詩における作品で良く知られているが、ロバート・ケリー（1935年 - ）、ダイアン・ワコウスキー（1937年 - ）およびクレイトン・エシュルマン（1935年 - ）のような詩人の作品を表現するために「深いイメージ」(Deep image) という言葉を作り出した者でもある。「深いイメージ」という語は象徴主義の万物照応論および特にスペインの詩人フェデリコ・ガルシーア・ロルカの作品に触発されたもので、後にロバート・ブライによって取り上げられ広められた。「深いイメージ」の潮流はパブロ・ネルーダ、セザール・バレホおよびトーマス・トランストロンメルのようなラテンアメリカやヨーロッパの詩人の新訳を促し、優れて国際的なものとなった。この潮流に関わるようになった詩人としては、ゴールウェイ・キネル（1927年 - ）、ジェイムズ・ライト（1927年 - 1980年）、マーク・ストランド（1934年 - ）、およびW・S・マーウィン（1927年 - ）がいる。マーウィンとカリフォルニア州の詩人ゲーリー・スナイダーは環境と生態に興味を持った詩人としても知られている。

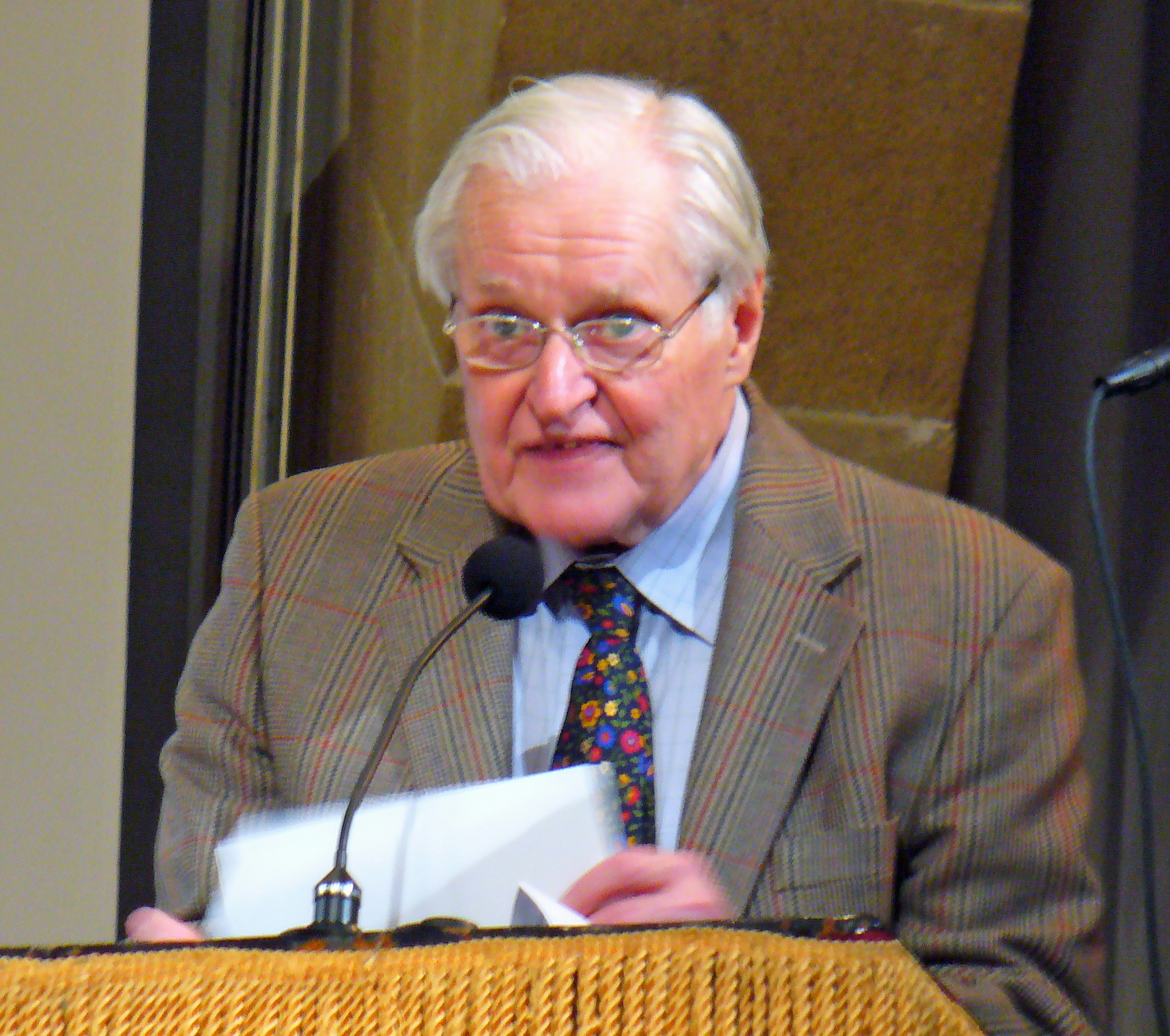
ジョン・アッシュベリー

小出版社詩人（謄写版運動と呼ばれることもある）が1950年代遅くにサンフランシスコのベイエリアに浮上したもう一つの影響力あり折衷的な詩人集団であり、現在も活動している。編集者は自身も詩人で極めて独立指向が強く、そうでもしなければ気付かれないままとなってしまったであろう詩人の作品を低予算の刊行物や本で編集し出版した。この仕事は形式的な詩から実験的な詩まで幅があった。ジーン・ファウラー（1890年 - 1960年）、A・D・ワイナンス、ヒュー・フォックス、街角の詩人で活動家のジャック・ヒルシュマン（1933年 - ）、ポール・フォアマン、ジム・コーン、ジョン・ベネット、スティーブン・モース（1945年 - ）、ジュディ・L・ブレッケおよびF・A・ネトルベック（1950年 - ）が小出版社詩人の伝統を積極的に引き継いでいる者達の中にいる。多くの者はその配布可能性としてウエブという新しいメディアを使うようになった。
アメリカの西海岸でサンフランシスコ・ルネッサンスや小出版社詩人運動があったように、東海岸ではニューヨーク学派が生まれた。この集団は毎日の経験を日常の言葉で直接話しかける詩を書くことを目指し、ビートの同世代の作品と対照的な都会的機知と優美さのある詩を生んだ（とはいえ、アメリカの俗語の尊重と学術的で技巧的な詩に対する軽蔑は共通しており、この点では類似している）。この集団の指導的詩人は、ジョン・アッシュベリー（1927年 - ）、フランク・オハラ（1926年 -1966年 ）、ケネス・コック（1925年 - 2002年）、ジェイムズ・スカイラー（1923年 -1991年 ）、リチャード・ハワード（1929年 - ）、テッド・ベリガン（1934年 - 1983年）、アン・ウォルドマン（1945年 - ）、およびバーナデット・メイヤー（1945年 - ）である。この集団の中で、特にジョン・アッシュベリーは近年の詩壇に決定的な影響力を発揮しており、多くの者から第二次世界大戦以降のアメリカの最も重要な詩人と見なされている。

## アメリカの現代詩
アメリカ合衆国の詩の最近30年間は多くの集団、学派およびトレンドが出現しており、それらの重要性は今でも続いている。

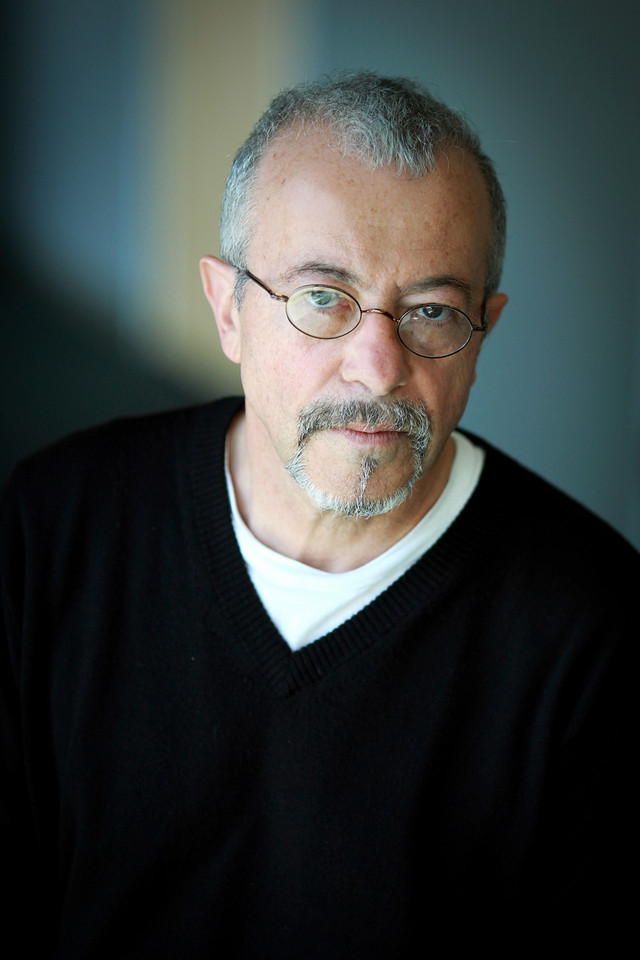
アンドレイ・コドレスク

1970年代にはシュルレアリスムに対する関心の復活があり、この分野で活動した著名な詩人としては、アンドレイ・コドレスク（1946年 - ）、ラッセル・エドソン（1935年 - ）およびマクシン・チェルノフ（1952年 - ）がいる。ビートやヒッピーが出てきたことから演じる詩が現れ、デイビッド・アンティン（1932年 - ）の話す詩やローゼンバーグによって演じられた儀式的な出来事は多文化主義と、多様な文化から幅のある詩を受け入れる重大な詩の立場となった。これがアフリカ系アメリカ人による詩に対する興味の一般的成長を映し出した。その詩人としてはグウェンドリン・ブルックス（1917年 - ）、マヤ・アンジェルー（1928年 - ）、イシュマエル・リード（1938年 - ）、ニッキ・ジョバンニ（1943年 - ）およびデトリック・ヒューズ（1966年 - ）がいる。
また別の詩人集団として言語学派（その名前を冠する雑誌に因んでL=A=N=G=U=A=G=E学派ともいう）が1930年代のモダニズムと客観主義の伝統を引き継ぎ拡張してきた。この集団に関わった詩人としては、リン・ヘジニアン（1941年 - ）、ロン・シリマン（1946年 - ）、ボブ・ペレルマン（1947年 - ）およびレスリー・スカルピーノ（1947年 - ）がいる。彼らの詩は断片的で意味深長であり、文法を無視したところもあり、時には異なる文献や慣用句から文を混ぜたりして、ある意味で抽象的、叙情的また高度に滑稽にもなる。「言語」学派の批評家は、意味や文脈を捨てることでその詩はことわざにあるタイプライターを持った無限に部屋一杯の猿によって書かれたもののようにもなると指摘した。
「言語」学派は女性の比率が高く、初期と当代の女性詩人によって書かれた詩の再発見と振興というもう一つの一般的トレンドを映し出している。最も著名になったアフリカ系アメリカ人詩人の多くは女性であり、その他の著名女性詩人にはアドリエンヌ・リッチ（1929年 - ）、ジーン・バレンタイン（1934年 - ）およびエイミー・ガースラー（1956年 - ）がいる。ウィリアム・カーロス・ウィリアムズ（William Carlos Williams、1883年9月17日 - 1963年3月4日）はアメリカ合衆国の詩人。エズラ・パウンド、T.S.エリオットに比肩する、20世紀アメリカを代表する詩人とされ、その創作はモダニズム、イマジズム（写象主義）と関連付けられて紹介されている。
ブラスキ（Giannina Braschi）は、ガルシラソ・デ・ラ・ベガのエクローグについての詩論を書き、また『Empire of Dreams』というオマージュの詩集も出した。
1960年代には伝統ある古典的形態の詩が流行から取り残されていったが、叙事詩『サンドーバーでの変化する光』（The Changing Light at Sandover、1982年）の著者であるジェイムズ・メリル（1926年 - 1995年）やイギリス生まれでサンフランシスコ在住の詩人トム・ガン（1929年 - 2004）のような偉大な形式技術のある詩人によって生命が保たれている。1980年代と1990年代には、伝統的形態に対する興味が再登場し、ニューフォーマリズムあるいはネオフォーマリズムと呼ばれることがある。これにはモリー・ピーコック（1947年 - ）、ブラッド・リーソーサー（1953年 - ）、ダナ・ジオイア（1950年 - ）およびマリリン・ハッカー（1942年 - ）といった詩人がいる。積極的に発言するニューフォーマリズムの詩人の中には、韻律詩への復帰と、より固定された脚韻が新しい「アヴァンギャルド｣になると宣言している者もいる。その批評家は時としてこの伝統主義はロナルド・レーガン時代の保守政治と関連付け、ジオイアを全米芸術のための基金会長に指名したことを挙げている。しかし、ニューフォーマリズムのより最近の例は言語詩のより実験的な領域と重なっていることもあり、どちらの学派も次第に詩の主流に吸収されていくと示唆している。
この期間に、良く知られたアメリカ詩運動と形態との結び付きを拒否し、詩人で文学批評家のロバート・ピーターズのように、大きな独立した声もあった。ビクトリア朝時代のイギリス詩人ロバート・ブラウニングの詩的独白に大きく影響されて、その狂人王バイエルンのルートヴィヒ2世のように独白的人物を人気のある一人芝居に仕立てることで評判になった。

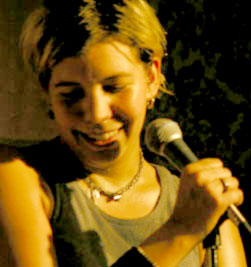
アリックス・オルソン

最近20年間では詩のスラム（詩の朗読競技）という形態でビート詩の口語様式が復活した。シカゴの建設労働者マーク・スミスによって1984年に考案され、題目や刺激性、分かりやすさのある書き方を強調する詩の朗読を聴衆が判定する会だった。詩のスラムはアリックス・オルソン（1975年 - ）、テイラー・マリ（1965年 - ）およびソウル・ウィリアムズ（1972年 - ）など新しい世代の詩人と口語の朗読者に門戸を開いた。多くのオンラインのジャーナル、ミニコミ、ブログなどのサイトが出来るとともに、詩はウェブ上でも重要な存在となった。
しかし、概して詩は主流からは外れて、カレッジや大学のキャンパスに入っていった。大学院生の創造的書き方プログラムの人気が高まり、詩人には教師として生きる機会を与えた。このことは専門化を助長し、主要な出版者や雑誌が詩を出版することに躊躇するのと組み合わされて、少なくとも近い将来には詩が学問の世界で新しい拠り所を見出す可能性を意味してきた。